# Кшчоновиці (Островецький повіт)
Кшчоновиці (пол. Krzczonowice) — село в Польщі, у гміні Цьмелюв Островецького повіту Свентокшиського воєводства. Населення — 206 осіб (2011).
У 1975—1998 роках село належало до Тарнобжезького воєводства.

## Демографія
Демографічна структура на день 31 березня 2011 року:
|          | Загалом | Допрацездатний вік | Працездатний вік | Постпрацездатний вік |
| -------- | ------- | ------------------ | ---------------- | -------------------- |
| Чоловіки | 114     | 24                 | 67               | 23                   |
| Жінки    | 92      | 16                 | 49               | 27                   |
| Разом    | 206     | 40                 | 116              | 50                   |